# Woodsia okamotoi
Woodsia okamotoi là một loài thực vật có mạch trong họ Woodsiaceae. Loài này được Tagawa miêu tả khoa học đầu tiên năm 1938.